# Эльбаум, Синтия

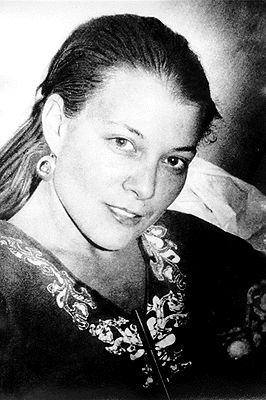
Синтия Эльбаум

Синтия Эльбаум (англ. Cynthia Elbaum; 19 марта 1966 — 22 декабря 1994) — американская фотожурналистка, погибшая в Чечне. Там она работала в качестве свободного журналиста, освещая Первую чеченскую войну. Эльбаум сотрудничала с изданиями Time, BBC и The Moscow Times.

## Биография
Синтия Эльбаум, русская по происхождению, выросла в американском Эшфилде (штат Массачусетс). В 1989 году она окончила колледж Смит по специальности «Русистика». Она много путешествовала по территории бывшего СССР, работая внештатным фотожурналистом. Эльбаум также изучала русский язык в Московском государственном университете (уже после окончания колледжа Смита), после чего вернулась в США, где работала переводчиком для фотографа журнала Time и преподавала английский язык русским беженцам.
Карьера Эльбаум в фотожурналистике началась в 1993 году, после того как она увидела трупы на одной из московских улиц после разгона Борисом Ельциным Верховного Совета.
Эльбаум в качестве фотожурналиста отправилась на Первую чеченскую войну. 22 декабря 1994 года она была убита в результате российской бомбардировки, когда по заданию журнала Time делала фотографии на улицах Грозного, столицы непризнанной Чеченской Республики Ичкерия. Это произошло в самом начале войны, и Эльбаум стала первой известной журналисткой, погибшей на ней. По меньшей мере 23 мирных жителя погибли в результате этой атаки.

## Память
Документы Эльбаум хранятся в колледже Смит.
Имя Синтии Эльбаум было нанесено на стеклянные панелях Мемориала журналистов Форума свободы в Музее журналистики и новостей в Вашингтоне, столице США.